# Theopella
Theopella is een geslacht van kevers uit de familie bladkevers (Chrysomelidae).
De wetenschappelijke naam van het geslacht werd in 1940 gepubliceerd door Laboissiere.

## Soorten
- Theopella bodjoensis (Duvivier, 1885)